# 30 sekunder
30 sekunder är en svensk dokumentär från 2023, skapad av Håkan Pieniowski och journalisten Bo G. Andersson, med fokus på de 30 första sekunderna efter mordet på Olof Palme.
I dokumentären presenteras en kronologi över trafikljusen i korsningen Sveavägen-Tunnelgatan samt intervjuer med vittnen. I filmen hävdar Lillemor Östlin att Christer Pettersson sagt att han befann sig vid mordplatsen och "drog som en avlöning". Tesen i filmen är att Lisbeth Palme pekade ut Pettersson eftersom denne var på mordplatsen utan att själv ha någon del i mordet.